# Dendrobium calophyllum
Dendrobium calophyllum är en orkidéart som beskrevs av Heinrich Gustav Reichenbach. Dendrobium calophyllum ingår i släktet Dendrobium, och familjen orkidéer. Inga underarter finns listade i Catalogue of Life.